# Мар'ївський заказник
Мар'ївський — ботанічний заказник місцевого значення. Об'єкт розташований на території Барвінківського району Харківської області, село Мар'ївка.
Площа — 8,8 га, статус отриманий у 2009 році.
Охороняється ділянка степової рослинності на місці залишків Тамбовської фортеці.